# Erling Knudtzon
Erling Knudtzon (Oslo, 15 de dezembro de 1988) é um meio-campista norueguês de futebol que joga no Eliteserien, o Molde.

## Carreira

### Início de carreira
Knudtzon iniciou sua carreira no Ullern, ingressando no FC Lyn Oslo em 2007. Ele estreou pela primeira vez em 14 de abril de 2007 contra Fredrikstad e jogou vinte jogos de primeira divisão da Noruega em sua primeira temporada, a maioria deles como titular.

### Lillestrøm SK
Em 1 de fevereiro de 2010, Knudtzon assinou um contrato de três anos com Lillestrøm e se reuniu com seu ex-treinador Henning Berg.  Knudtzon jogou 231 jogos da liga pelo clube.

### Molde FK
Em 17 de julho de 2018, o Molde FK anunciou que assinou um contrato de três anos com Knudtzon, a partir de 1 de janeiro de 2019. Ele estreou no Molde em 31 de março de 2019 em um empate fora de casa por 1 x 1 contra o Sarpsborg 08. Em 22 de abril de 2019, Knudtzon marcou seu primeiro gol pelo Molde na vitória fora por 2-0 do clube contra o seu antigo time, Lillestrøm. O jogo também marcou sua 300ª participação na primeira divisão do futebol norueguês.

## Carreira internacional
Knudtzon jogou um total de 17 jogos e marcou dois gols pela Noruega nos escalões internacionais de jovens e menores de 23 anos.

## Estatísticas

### Clube
Até a partida disputada em 23 de setembro de 2019.
| Clube          | Temporada      | Liga           | Liga  | Liga | Nacional | Nacional | Continental | Continental | Outros Torneios | Outros Torneios | Total | Total |
| Clube          | Temporada      | Divisão        | Jogos | Gols | Jogos    | Gols     | Jogos       | Gols        | Jogos           | Gols            | Jogos | Gols  |
| -------------- | -------------- | -------------- | ----- | ---- | -------- | -------- | ----------- | ----------- | --------------- | --------------- | ----- | ----- |
| Lyn            | 2007           | Tippeligaen    | 20    | 3    | 5        | 0        | -           | -           | -               | -               | 25    | 3     |
| Lyn            | 2008           | Tippeligaen    | 19    | 0    | 3        | 0        | -           | -           | -               | -               | 22    | 0     |
| Lyn            | 2009           | Tippeligaen    | 27    | 1    | 3        | 1        | -           | -           | -               | -               | 30    | 2     |
| Lyn            | Total          | Total          | 66    | 4    | 11       | 1        | -           | -           | -               | -               | 77    | 5     |
| Lillestrøm     | 2010           | Tippeligaen    | 23    | 0    | 1        | 0        | -           | -           | -               | -               | 24    | 0     |
| Lillestrøm     | 2011           | Tippeligaen    | 21    | 2    | 2        | 0        | -           | -           | -               | -               | 23    | 2     |
| Lillestrøm     | 2012           | Tippeligaen    | 29    | 8    | 4        | 1        | -           | -           | -               | -               | 33    | 9     |
| Lillestrøm     | 2013           | Tippeligaen    | 23    | 2    | 6        | 0        | -           | -           | -               | -               | 29    | 2     |
| Lillestrøm     | 2014           | Tippeligaen    | 27    | 6    | 2        | 1        | -           | -           | -               | -               | 29    | 7     |
| Lillestrøm     | 2015           | Tippeligaen    | 29    | 10   | 2        | 0        | -           | -           | -               | -               | 31    | 10    |
| Lillestrøm     | 2016           | Tippeligaen    | 27    | 5    | 1        | 0        | -           | -           | -               | -               | 28    | 5     |
| Lillestrøm     | 2017           | Eliteserien    | 29    | 8    | 5        | 1        | -           | -           | -               | -               | 34    | 9     |
| Lillestrøm     | 2018           | Eliteserien    | 23    | 1    | 3        | 0        | 2           | 0           | 1               | 0               | 29    | 1     |
| Lillestrøm     | Total          | Total          | 231   | 42   | 26       | 3        | 2           | 0           | 1               | 0               | 260   | 45    |
| Molde          | 2019           | Eliteserien    | 19    | 3    | 2        | 0        | 7           | 1           | 0               | 0               | 28    | 4     |
| Molde          | Total          | Total          | 19    | 3    | 2        | 0        | 4           | 1           | 0               | 0               | 28    | 4     |
| Carreira total | Carreira total | Carreira total | 316   | 49   | 39       | 4        | 9           | 1           | 1               | 0               | 365   | 54    |

## Honras

### Clube

#### Lillestrøm
- Taça da Noruega: 2017.